# Морей, Матеу
Матеу Хайме Морей Бауса (исп. Mateu Jaume Morey Bauzà; род. 2 марта 2000, Петра, Балеарские острова) — испанский футболист, защитник клуба «Мальорка».

## Клубная карьера
Матеу начинал карьеру в «Мальорке» из своего родного города, а в 2015 году присоединился к знаменитой системе «Барселоны». 1 июля 2019 года подписал пятилетний контракт с клубом «Боруссия» (Дортмунд).

## Карьера в сборной
Матеу в 2017 году был вызван главным тренером юношеской сборной Испании Санти Денией на юношеский чемпионат Европы (до 17 лет) в Хорватии. Там молодой игрок был ключевым игроком линии защиты, а также грамотно проявил себя и в атаке — забил три мяча, включая и в финальном матче против сверстников из Англии. В составе юношеской сборной он стал чемпионом Европы.

## Достижения
- Обладатель Кубка Германии: 2020/21
- Чемпион Европы (до 17): 2017